# Vincenzo Natali
Vincenzo Natali (ur. 6 stycznia 1969 w Stanach Zjednoczonych) – amerykańsko-kanadyjski reżyser, scenarzysta, który szczególną sławę zyskał po napisaniu scenariusza do filmu Cube. Współpracował również przy tworzeniu popularnego w drugiej połowie lat 90. serialu telewizyjnego zatytułowanego Czynnik PSI, a także zrobił film Wielkie nic. W roku 2009 na ekrany wyszedł film pt. "Istota". Vincenzo Natali był jego reżyserem.